# Raymond Thouvenot
Pour les articles homonymes, voir Thouvenot.
Raymond Thouvenot est un archéologue et historien français de l'Antiquité romaine né le 15 juillet 1896 à Commercy (Meuse) et mort le 17 avril 1981 dans la même ville. Il a été 
directeur du service des antiquités du Maroc et professeur d'histoire ancienne et d'archéologie romaine à la faculté des lettres de Poitiers.

## Biographie

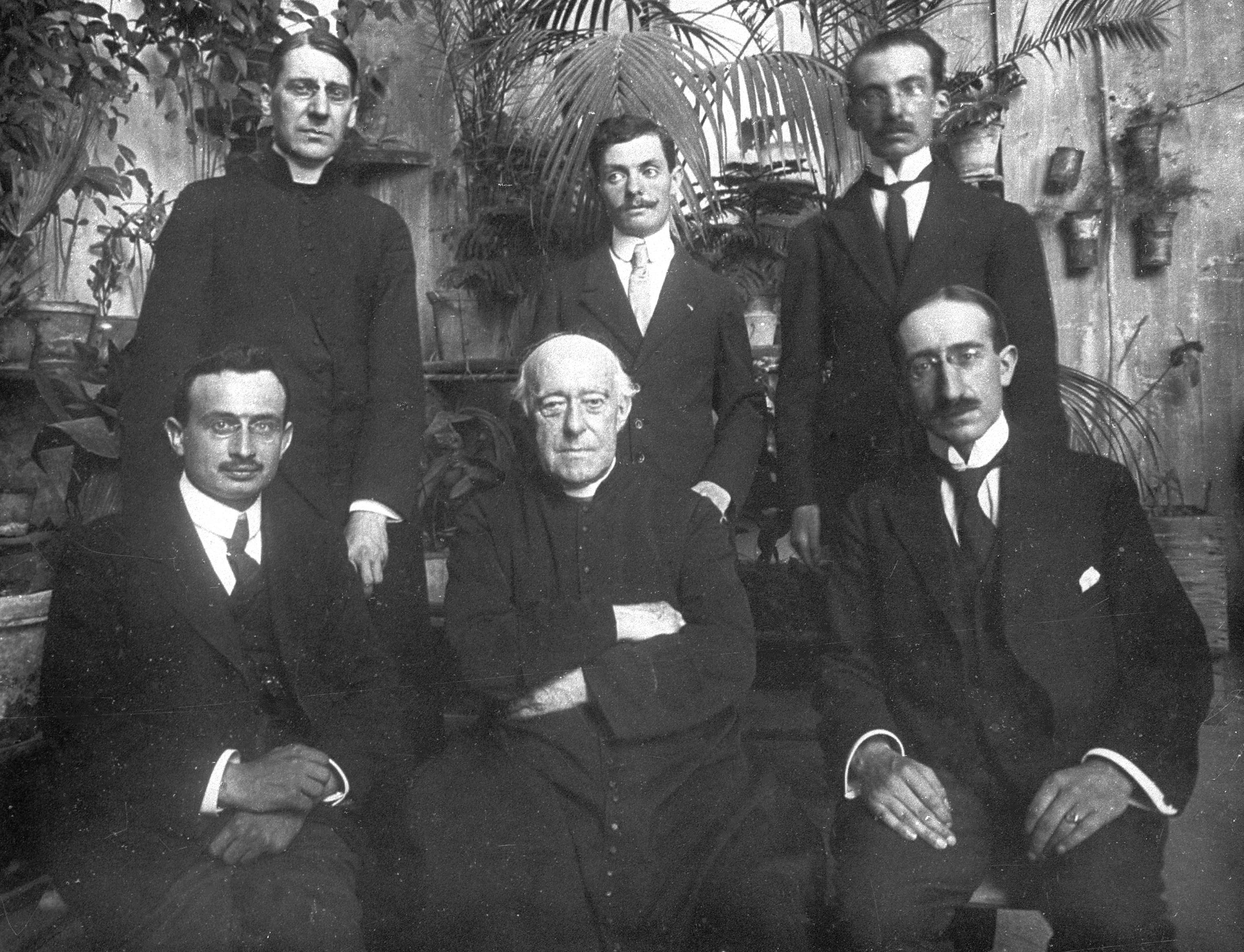
Louis Duchesne et des élèves à l’École Française de Rome, en 1919-1920. Raymond Thouvenot, au centre du second rang.

Raymond Thouvenot entre à l'École normale supérieure en 1916. Il est mobilisé en 1917 ; il est blessé et reçoit la croix de guerre. En 1919, il est reçu à l'agrégation d'histoire et géographie.
Membre de l'École française de Rome en 1920, des raisons de santé l'obligent à interrompre ses études. En 1925, il est nommé à l'École des hautes études hispaniques à Madrid et participe aux fouilles de Setefilla (Andalousie) et d'Alcañiz (Aragon).
Il devient ensuite inspecteur des antiquités du Maroc, puis directeur du service des antiquités du Maroc de 1941 à 1955 et publie de nombreuses études sur la cité romaine de Volubilis, dont il a dirigé les fouilles. Il mène aussi des fouilles à Banasa, ainsi qu'à Thamusida. Revenu en France, il effectue sa carrière comme enseignant à l'université de Poitiers, où il est professeur d'histoire ancienne et d'archéologie romaine à la faculté des lettres jusqu'à sa retraite en 1967.

## Publications
La plupart de ses travaux ont été consacrés à l'archéologie et à l'histoire antique de l'Espagne et du Maroc.
- Essai sur la province romaine de Bétique (« Bibliothèque des Écoles françaises d'Athènes et de Rome », 149), Paris, De Boccard, 1940, 748 p. ; 2e éd., 1973 (thèse de doctorat d'État).
- Une colonie romaine de Maurétanie Tingitane : Valentia Banasa, Paris, PUF, 1941 (thèse complémentaire). Extraits : lire en ligne sur Gallica
- Volubilis, Paris, Les Belles Lettres, 1949.

- L'urbanisme romain dans le Maroc antique, Madrid, Editorial de la Universidad Complutense de Madrid , 1979, 349 p.

À la fin de sa vie, il a publié de petites monographies sur sa région natale.

## Distinctions
- Croix de guerre 1914–1918